# Чувакін Федір Федорович
Федір Федорович Чувакін (нар. 23 лютого 1915, Богдановка — пом. ?) — український скульптор і педагог; член Спілки радянських художників України.

## Біографія
Народився 23 лютого 1915 року в селі Богданівці (нині Веньовський район Тульської області, Росія). Брав участь у німецько-радянській війні. Нагороджений орденом Вітчизняної війни ІІ ступеня (9 лютого 1945) та медаллю «За перемогу над Німеччиною» (9 травня 1945).
1949 року закінчив Інститут живопису, скульптури й архітектури імені І. Ю. Рєпіна Академії мистецтв СРСР у Ленінграді. Навчався у Михайла Лисенка, Ромуальда Іодко, Олександра Матвеєва, Всеволода Лішева. Член КПРС з 1953 року.
Протягом 1949—1966 років викладав в Одеському художньому училищі. Серед учнів: Галина Кломбицька, Петро Лемський, Кім Литвак, Зоя Ломикіна, Леонард Славов. Жив в Одесі, в будинку на вулиці Чкалова, № 1, квартира 7.

## Творчість

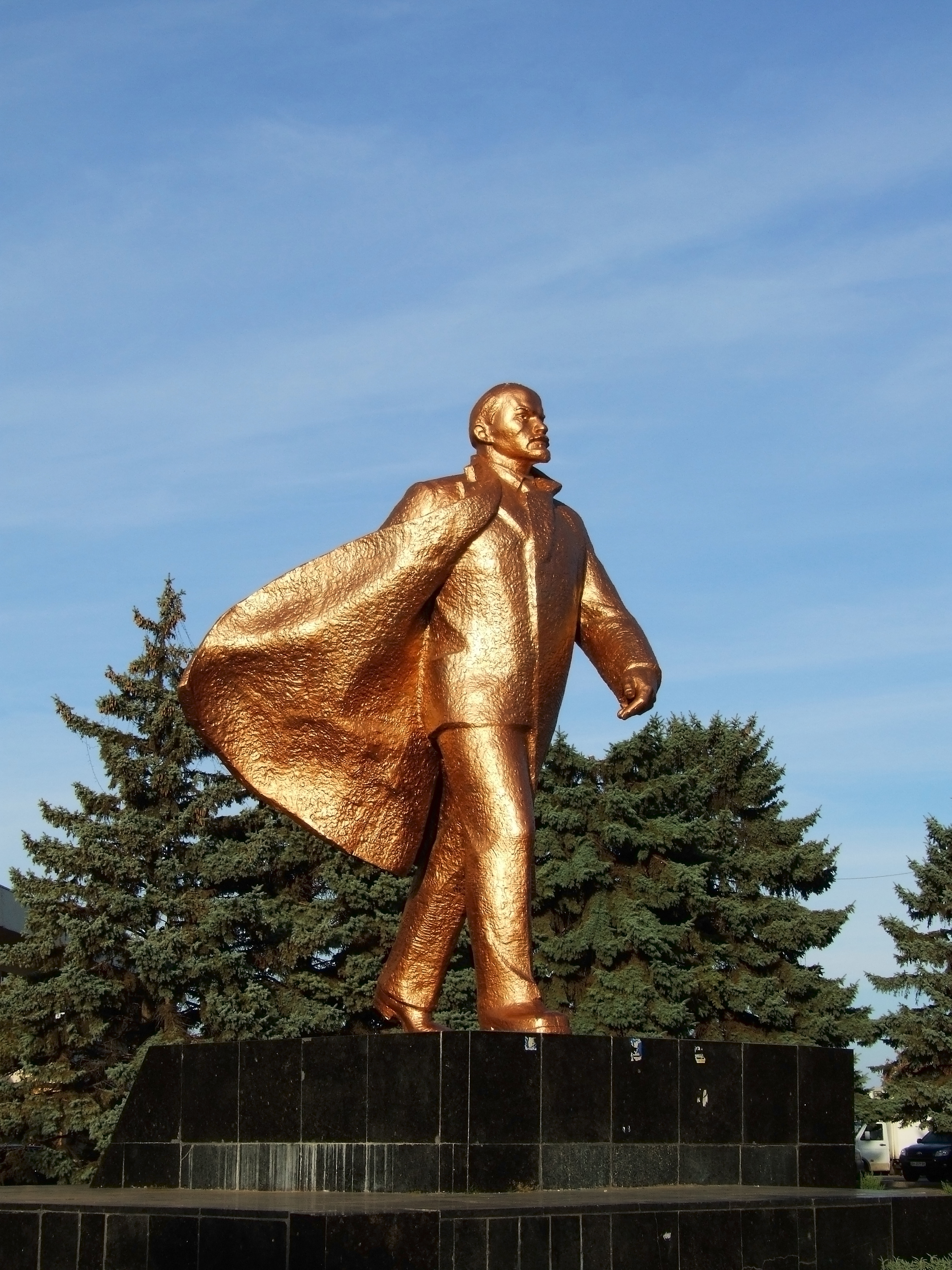
Пам'ятник Володимиру Леніну в Іллічівську.

Працював в галузі станкової та монументальної скульптури. Серед робіт:
станкова скульптура
- «Петро Коновський» (1952, гіпс тонований)[2];
- «Маленька вчителька» (1954, гіпс тонований; Донецький художній музей);
- «Юнак» (1957, бронза);
- «Анютка» (1960);
- «На суботнику» (1961, гіпс тонований);
- «Аня» (1967, алюміній);
- «Микола Бауман» (1969).

Автор пам'ятника Володимиру Леніну в місті Іллічівську  (1970, бронза, граніт; у співавторстві з Фелією Фальчук, Давидом Фішером, архітектор В. Голод).
Брав участь у республіканських виставках з 1954 року, всесоюзних з 1960 року.